# 아비달마장현종론
《아비달마장현종론》(阿毘達磨藏顯宗論)(산스크리트어: Abhidharmakośa-śāstra-kārikā-vibhāṣya, Abhidharma-kośa-samaya-pradīpikā)은 인도 불교의 카슈미르계 정통 설일체유부의 종장(宗匠: 경전에 밝고, 논서를 잘 짓는 사람)이었던 중현(衆賢, Saṃghabhadra: 5세기)이 지은 아비달마 논서이다. 줄여서 《현종론》(顯宗論)이라고도 한다. 총 40권 9품으로 이루어져 있다. 당(唐)나라 때 현장(玄奘)이 651년 4월에서 652년 11월 사이에 한역하였다.
중현은 세친이 저술한, 경량부의 교학을 비롯한 당시의 불교 교학 전반을 참조하여 설일체유부의 교학을 비판적으로 집대성한 논서인 《아비달마구사론》을 카슈미르계 정통 설일체유부의 관점에서 반박하는 《아비달마순정리론》을 저술하였는데, 그 후 이 책의 내용이 너무 방대하고 체계적이지 않으므로 그 내용을 체계적으로 정리 · 요약하여 《현종론》을 저술하였다.
중현은 《현종론》의  서문에서  《구사론》의 내용 중 이치에 합당한 것을 그대로 받아들여 그대로 기술하고 그렇지 않은 것은 반드시 찾아 밝혀 삭제하고 물리쳐서 설일체유부의 종의(宗義)를 드러내고자 한다고 말하고 있다. 그리고 이러한 취지에서 논서의 제목을 종의를 드러낸다는 의미의 '현종(顯宗)'이라 칭하겠다고 말하고 있다. 이와 같이 《순정리론》이 《구사론》의 문장 하나 하나에 대해 논의하고 필요한 경우 반박하는 파사(破邪)를 위주로 하는 광박(廣博)한 논서인 반면 《현종론》은 카슈미르계 설일체유부의 종의를 적극적으로 드러내는 현정(顯正)을 목적으로 약술한 논서이다. 이러한 이유로 《순정리론》을 흔히 《광론》(廣論)이라 부르고, 《현종론》을 《약론》(略論)이라 부른다.

## 참고 문헌
- 고려대장경연구소 (K0957 (T.1563)). 《아비달마장현종론 해제》. 2013년 3월 26일에 확인. |title=에 외부 링크가 있음 (도움말)
- 세친 지음, 현장 한역, 권오민 번역 (K.955, T.1558). 《아비달마구사론》. 한글대장경 검색시스템 - 전자불전연구소 / 동국역경원. K.955(27-453), T.1558(29-1). |title=에 외부 링크가 있음 (도움말)
- 곽철환 (2003). 《시공 불교사전》. 시공사 / 네이버 지식백과. |title=에 외부 링크가 있음 (도움말)
- 운허.  동국역경원 편집, 편집. 《불교 사전》. |title=에 외부 링크가 있음 (도움말)
- 중현 지음, 현장 한역, 권오민 번역 (K.957, T.1563). 《아비달마장현종론》. 한글대장경 검색시스템 - 전자불전연구소 / 동국역경원. K.957(28-1), T.1563(29-777). |title=에 외부 링크가 있음 (도움말)
- 진현종 (2007). 《한 권으로 읽는 팔만대장경》. 영담스님 감수. 들녘 / 네이버 지식백과. |title=에 외부 링크가 있음 (도움말)
- (중국어) 星雲. 《佛光大辭典(불광대사전)》 3판. |title=에 외부 링크가 있음 (도움말)
- (중국어) 세친 조, 현장 한역 (T.1558). 《아비달마구사론(阿毘達磨俱舍論)》. 대정신수대장경. T29, No. 1558, CBETA. |title=에 외부 링크가 있음 (도움말)
- (중국어) 중현 조, 현장 한역 (T.1563). 《아비달마장현종론(阿毘達磨藏顯宗論)》. 대정신수대장경. T29, No. 1563, CBETA. |title=에 외부 링크가 있음 (도움말)